# فيليويسك
فيليويسك (بالروسية: Вилюйск) هي إحدى مدن روسيا في الكيان الفدرالي الروسي ياقوتيا.

## المناخ
يظهر الجدول التالي التغييرات المناخية على مدار السنة لفيليويسك:
| البيانات المناخية لـفيليويسك            | البيانات المناخية لـفيليويسك | البيانات المناخية لـفيليويسك | البيانات المناخية لـفيليويسك | البيانات المناخية لـفيليويسك | البيانات المناخية لـفيليويسك | البيانات المناخية لـفيليويسك | البيانات المناخية لـفيليويسك | البيانات المناخية لـفيليويسك | البيانات المناخية لـفيليويسك | البيانات المناخية لـفيليويسك | البيانات المناخية لـفيليويسك | البيانات المناخية لـفيليويسك | البيانات المناخية لـفيليويسك |
| الشهر                                   | يناير                        | فبراير                       | مارس                         | أبريل                        | مايو                         | يونيو                        | يوليو                        | أغسطس                        | سبتمبر                       | أكتوبر                       | نوفمبر                       | ديسمبر                       | المعدل السنوي                |
| --------------------------------------- | ---------------------------- | ---------------------------- | ---------------------------- | ---------------------------- | ---------------------------- | ---------------------------- | ---------------------------- | ---------------------------- | ---------------------------- | ---------------------------- | ---------------------------- | ---------------------------- | ---------------------------- |
| الدرجة القصوى °م (°ف)                   | −0.4 (31.3)                  | −2.0 (28.4)                  | 10.1 (50.2)                  | 18.6 (65.5)                  | 30.3 (86.5)                  | 36.1 (97.0)                  | 37.4 (99.3)                  | 36.0 (96.8)                  | 27.7 (81.9)                  | 18.0 (64.4)                  | 21.7 (71.1)                  | −2.1 (28.2)                  | 37.4 (99.3)                  |
| متوسط درجة الحرارة الكبرى °م (°ف)       | −32.2 (−26.0)                | −25.4 (−13.7)                | −11.7 (10.9)                 | 0.7 (33.3)                   | 11.4 (52.5)                  | 21.5 (70.7)                  | 24.8 (76.6)                  | 20.4 (68.7)                  | 10.3 (50.5)                  | −3.8 (25.2)                  | −22.0 (−7.6)                 | −30.9 (−23.6)                | −3.1 (26.5)                  |
| المتوسط اليومي °م (°ف)                  | −35.8 (−32.4)                | −30.4 (−22.7)                | −18.9 (−2.0)                 | −5.6 (21.9)                  | 5.9 (42.6)                   | 15.4 (59.7)                  | 18.7 (65.7)                  | 14.4 (57.9)                  | 5.5 (41.9)                   | −7.5 (18.5)                  | −25.8 (−14.4)                | −34.5 (−30.1)                | −8.2 (17.2)                  |
| متوسط درجة الحرارة الصغرى °م (°ف)       | −39.3 (−38.7)                | −35.0 (−31.0)                | −25.7 (−14.3)                | −12.4 (9.7)                  | 0.0 (32.0)                   | 9.2 (48.6)                   | 12.7 (54.9)                  | 8.6 (47.5)                   | 1.2 (34.2)                   | −11.2 (11.8)                 | −29.5 (−21.1)                | −38.0 (−36.4)                | −13.3 (8.1)                  |
| أدنى درجة حرارة °م (°ف)                 | −60.9 (−77.6)                | −58.0 (−72.4)                | −50.0 (−58.0)                | −40.2 (−40.4)                | −23.0 (−9.4)                 | −5.3 (22.5)                  | 0.0 (32.0)                   | −6.3 (20.7)                  | −15.4 (4.3)                  | −39.8 (−39.6)                | −52.7 (−62.9)                | −57.9 (−72.2)                | −60.9 (−77.6)                |
| الهطول مم (إنش)                         | 11 (0.4)                     | 9 (0.4)                      | 9 (0.4)                      | 12 (0.5)                     | 23 (0.9)                     | 39 (1.5)                     | 50 (2.0)                     | 39 (1.5)                     | 35 (1.4)                     | 25 (1.0)                     | 20 (0.8)                     | 13 (0.5)                     | 285 (11.3)                   |
| متوسط الأيام الممطرة                    | 0                            | 0                            | 0.1                          | 4                            | 11                           | 14                           | 13                           | 13                           | 15                           | 5                            | 0.1                          | 0                            | 75.2                         |
| متوسط الأيام المثلجة                    | 21                           | 18                           | 15                           | 8                            | 3                            | 0                            | 0                            | 0                            | 2                            | 20                           | 21                           | 20                           | 128                          |
| متوسط الرطوبة النسبية (%)               | 74                           | 75                           | 68                           | 58                           | 54                           | 55                           | 60                           | 66                           | 71                           | 77                           | 77                           | 75                           | 68                           |
| ساعات سطوع الشمس الشهرية                | 16                           | 95                           | 204                          | 267                          | 290                          | 317                          | 342                          | 252                          | 153                          | 83                           | 44                           | 5                            | 2٬068                        |
| المصدر #1: pogoda.ru.net November high: |                              |                              |                              |                              |                              |                              |                              |                              |                              |                              |                              |                              |                              |
| المصدر #2: NOAA (sun only, 1961-1990)   |                              |                              |                              |                              |                              |                              |                              |                              |                              |                              |                              |                              |                              |